# Johan Alfred Sjöström

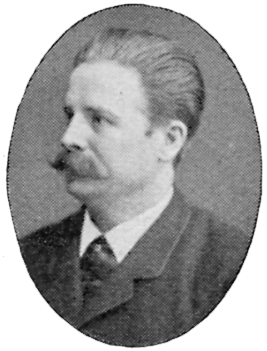
Johan Alfred Sjöström.

Johan Alfred Sjöström, född 14 augusti 1843 i Årsunda i Gävleborgs län, död 4 augusti 1896 i Stockholm, var en svensk skulptör, medaljgravör, teckningslärare och överlärare vid Tekniska skolan. 
Sjöström studerade vid Konstakademien 1864–1867 och fick på fritiden handledning i medaljgravyr av Lea Ahlborn. Från 1867 var han överlärare vid Tekniska skolan i frihands- och klotsteckning, han var dessutom ritlärare vid flera andra skolor i Stockholm bland annat vid Kungliga Tekniska högskolan. Han deltog i en studieresa till Hamburg 1878 för att studera teckningsundervisningen i Tyskland och hämta hem idéer som kunde användas i den svenska undervisningen. Som medaljgravör utförde han stamparna efter Lea Ahlborns modell till en minnesmedalj över Birger Jarl. Hans konst består av mindre skulpturer och porträttmedaljonger i gips eller brons. Han utgav även ett par handböcker och planscher för teckningsundervisning.